# Sankt Georgen bei Obernberg am Inn
Sankt Georgen bei Obernberg am Inn è un comune austriaco di 546 abitanti nel distretto di Ried im Innkreis, in Alta Austria.